# Stefan Edberg
Stefan Bengt Edberg (sinh ngày 19 tháng 2 năm 1966) là cựu tay vợt số 1 thế giới người Thụy Điển. Là người khởi tạo ra lối đánh giao bóng và lên lưới trong môn quần vợt, ông vô địch 6 giải đơn Grand Slam đơn và 3 giải đôi nam Grand Slam. Sau khi nghỉ hưu, Edberg đã huấn luyện Roger Federer từ tháng 1 năm 2014 đến tháng 12 năm 2015.

## Sự nghiệp
Edberg bắt đầu chơi quần vợt từ lúc rất trẻ. Ông vô địch 4 Grand Slam trẻ trong năm 1983 để trở thành tay vợt đầu tiên giành được danh hiệu "Junior Grand Slam". Cũng trong năm đó, Edberg chuyển sang thi đấu chuyên nghiệp và thắng giải đôi tại Basel.
Năm 1984, Edberg giành danh hiệu lớn đầu tiên tại in Milan. Edberg cũng giành chức vô địch tại Thế vận hội Mùa hè 1984 khi môn này được đưa ra trình diễn tại đại hội, ông cùng Anders Järryd vào đến chung kết đôi giải Mỹ Mở rộng. Edberg và Järryd cũng vào đến chung kết giải Pháp Mở rộng năm 1986 và trở thành đôi vợt số 1 thế giới trong năm đó.
Edberg lần đầu tiên vô địch giải Grand Slam với 2 giải Úc Mở rộng. Edberg cũng thắng giải đôi Úc Mở rộng và Mỹ Mở rộng năm 1987 (cùng với Anders Järryd).
Giải Grand Slam duy nhất còn thiếu là igiải Pháp Mở rộng. Ông vào đến chung kết năm 1989 nhưng để thua 5 set với đối thủ 17 tuổi Michael Chang, người sau đó trở thành tay vợt trẻ nhất trong lịch sử đoạt được 1 giải Grand Slam.
Lối chơi của Edberg rất phù hợp mặt sân có bề mặt cứng. Trong 6 danh hiệu Grand Slam, 4 danh hiệu trên mặt sân cỏ tại giải Úc Mở rộng (1985, 1987) và Wimbledon (1988, 1990) và 2 giải mặt sân cứng tại Mỹ Mở rộng (1991, 1992). Vào tháng 12 năm 2013, Edberg bắt đầu huấn luyện Roger Federer. Thời gian huấn luyện của ông kết thúc vào tháng 12 năm 2015 sau đó Federer đã thuê Ivan Ljubičić làm huấn luyện viên.

## Chung kết Grand Slam

### Đơn: 11 (6 danh hiệu, 5 á quân)
| Kết quả | Năm  | Giải đấu            | Mặt sân | Đối thủ       | Tỷ số                           |
| ------- | ---- | ------------------- | ------- | ------------- | ------------------------------- |
| Vô địch | 1985 | Australian Open     | Cỏ      | Mats Wilander | 6–4, 6–3, 6–3                   |
| Vô địch | 1987 | Australian Open (2) | Cỏ      | Pat Cash      | 6–3, 6–4, 3–6, 5–7, 6–3         |
| Vô địch | 1988 | Wimbledon           | Cỏ      | Boris Becker  | 4–6, 7–6(7–2), 6–4, 6–2         |
| Á quân  | 1989 | French Open         | Đất nện | Michael Chang | 1–6, 6–3, 6–4, 4–6, 2–6         |
| Á quân  | 1989 | Wimbledon           | Cỏ      | Boris Becker  | 0–6, 6–7(1–7), 4–6              |
| Á quân  | 1990 | Australian Open     | Cứng    | Ivan Lendl    | 6–4, 6–7(3–7), 2–5, chấn thương |
| Vô địch | 1990 | Wimbledon (2)       | Cỏ      | Boris Becker  | 6–2, 6–2, 3–6, 3–6, 6–4         |
| Vô địch | 1991 | US Open             | Cứng    | Jim Courier   | 6–2, 6–4, 6–0                   |
| Á quân  | 1992 | Australian Open     | Cứng    | Jim Courier   | 3–6, 6–3, 4–6, 2–6              |
| Vô địch | 1992 | US Open (2)         | Cứng    | Pete Sampras  | 3–6, 6–4, 7–6(7–5), 6–2         |
| Á quân  | 1993 | Australian Open     | Cứng    | Jim Courier   | 2–6, 1–6, 6–2, 5–7              |

### Đôi: 5 (3–2)
| Kết quả | Năm  | Giải đấu            | Mặt sân | Đồng đội      | Đối thủ                       | Tỷ số                             |
| ------- | ---- | ------------------- | ------- | ------------- | ----------------------------- | --------------------------------- |
| Á quân  | 1984 | US Open             | Cứng    | Anders Järryd | John Fitzgerald Tomáš Šmíd    | 6–7(5–7), 3–6, 3–6                |
| Á quân  | 1986 | French Open         | Đất nện | Anders Järryd | John Fitzgerald Tomáš Šmíd    | 3–6, 6–4, 3–6, 7–6(7–4), 12–14    |
| Vô địch | 1987 | Australian Open     | Cỏ      | Anders Järryd | Peter Doohan Laurie Warder    | 6–4, 6–4, 7–6(7–3)                |
| Vô địch | 1987 | US Open             | Cứng    | Anders Järryd | Ken Flach Robert Seguso       | 7–6(7–1), 6–2, 4–6, 5–7, 7–6(7–2) |
| Vô địch | 1996 | Australian Open (2) | Cứng    | Petr Korda    | Alex O'Brien Sébastien Lareau | 7–5, 7–5, 4–6, 6–1                |

## Grand Prix / Chung kết giải vô địch ATP cuối năm

### Đơn: 2 (1–1)
| Kết quả | Năm  | Giải đấu                     | Mặt sân  | Đối thủ      | Tỷ số                   |
| ------- | ---- | ---------------------------- | -------- | ------------ | ----------------------- |
| Vô địch | 1989 | Grand Prix Masters           | Thảm (i) | Boris Becker | 4–6, 7–6(8–6), 6–3, 6–1 |
| Á quân  | 1990 | ATP Tour World Championships | Thảm (i) | Andre Agassi | 7–5, 6–7(5–7), 5–7, 2–6 |

## Giải vô địch cuối năm của WCT

### Đơn: 1 (0–1)
| Kết quả | Năm  | Giải đấu   | Mặt sân  | Đối thủ      | Tỷ số              |
| ------- | ---- | ---------- | -------- | ------------ | ------------------ |
| Á quân  | 1988 | WCT Finals | Thảm (i) | Boris Becker | 4–6, 6–1, 5–7, 2–6 |

## Chung kết Grand Prix Super Series / ATP Super 9

### Đơn: 20 (8–12)
| Kết quả | Năm  | Giải đấu     | Mặt sân  | Đối thủ        | Tỷ số                        |
| ------- | ---- | ------------ | -------- | -------------- | ---------------------------- |
| Á quân  | 1986 | Tokyo        | Thảm (i) | Boris Becker   | 6–7(5–7), 1–6                |
| Vô địch | 1986 | Stockholm    | Cứng (i) | Mats Wilander  | 6–2, 6–1, 6–1                |
| Á quân  | 1986 | Canada       | Cứng     | Boris Becker   | 4–6, 6–3, 3–6                |
| Vô địch | 1987 | Cincinnati   | Cứng     | Boris Becker   | 6–4, 6–1                     |
| Vô địch | 1987 | Stockholm    | Cứng (i) | Jonas Svensson | 7–5, 6–2, 4–6, 6–4           |
| Á quân  | 1987 | Canada       | Cứng     | Ivan Lendl     | 4–6, 5–7                     |
| Vô địch | 1987 | Tokyo        | Thảm (i) | Ivan Lendl     | 6–7(4–7), 6–4, 6–4           |
| Á quân  | 1987 | Indian Wells | Cứng     | Boris Becker   | 4–6, 4–6, 5–7                |
| Á quân  | 1988 | Cincinnati   | Cứng     | Mats Wilander  | 6–3, 6–7, 6–7                |
| Á quân  | 1989 | Cincinnati   | Cứng     | Brad Gilbert   | 4–6, 6–2, 6–7                |
| Á quân  | 1989 | Paris        | Thảm (i) | Boris Becker   | 4–6, 3–6, 3–6                |
| Vô địch | 1990 | Indian Wells | Cứng     | Andre Agassi   | 6–4, 5–7, 7–6(7–1), 7–6(8–6) |
| Á quân  | 1990 | Key Biscayne | Cứng     | Andre Agassi   | 1–6, 4–6, 6–0, 2–6           |
| Vô địch | 1990 | Cincinnati   | Cứng     | Brad Gilbert   | 6–1, 6–1                     |
| Á quân  | 1990 | Stockholm    | Thảm (i) | Boris Becker   | 4–6, 0–6, 3–6                |
| Vô địch | 1990 | Paris        | Thảm (i) | Boris Becker   | 3–3, chấn thương             |
| Á quân  | 1991 | Stockholm    | Thảm (i) | Boris Becker   | 6–3, 4–6, 6–1, 2–6, 2–6      |
| Vô địch | 1992 | Hamburg      | Đất nện  | Michael Stich  | 5–7, 6–4, 6–1                |
| Á quân  | 1993 | Cincinnati   | Cứng     | Michael Chang  | 5–7, 6–0, 4–6                |
| Á quân  | 1994 | Cincinnati   | Cứng     | Michael Chang  | 2–6, 5–7                     |

### Đôi: 2 (1–1)
| Kết quả | Năm  | Giải đấu    | Mặt sân | Đồng đội    | Đối thủ                       | Tỷ số         |
| ------- | ---- | ----------- | ------- | ----------- | ----------------------------- | ------------- |
| Vô địch | 1993 | Monte Carlo | Đất nện | Petr Korda  | Paul Haarhuis Mark Koevermans | 3–6, 6–2, 7–6 |
| Á quân  | 1993 | Cincinnati  | Cứng    | Henrik Holm | Andre Agassi Petr Korda       | 4–6, 6–7      |

- Lưu ý: trước khi ATP tiếp quản việc điều hành tour chuyên nghiệp nam vào năm 1990, Tour Grand Prix đã có một loạt sự kiện là tiền thân của Masters Series được gọi là Grand Prix Super Series.

## Chung kết ATP

### Đơn: 77 (41 danh hiệu, 36 á quân)
| Legend                                               |
| ---------------------------------------------------- |
| Grand Slam tournaments (6–5)                         |
| Year-end championships – Grand Prix / ATP (1–1)      |
| Year-end championships – WCT (0–1)                   |
| Important Grand Prix Events / ATP Super 9 (8–12)     |
| ATP Championship Series (8–4)                        |
| Grand Prix Regular Series / ATP World Series (18–13) |

| Mặt sân       |
| ------------- |
| Đất nện (3–3) |
| Cỏ (5–3)      |
| Cứng (22–24)  |
| Thảm (11–6)   |

| Kiểu sân           |
| ------------------ |
| Ngoài trời (23–24) |
| Trong nhà (18–12)  |

| Kết quả | Thắng-Thua | Ngày              | Giải đấu                                  | Mặt sân  | Đối thủ            | Tỷ số                             |
| ------- | ---------- | ----------------- | ----------------------------------------- | -------- | ------------------ | --------------------------------- |
| Vô địch | 1–0        | Tháng 3 năm 1984  | Milan, Ý                                  | Thảm (i) | Mats Wilander      | 6–4, 6–2                          |
| Vô địch | 2–0        | Tháng 2 năm 1985  | Memphis, Mỹ                               | Thảm (i) | Yannick Noah       | 6–1, 6–0                          |
| Á quân  | 2–1        | Tháng 7 năm 1985  | Båstad, Thụy Điển                         | Đất nện  | Mats Wilander      | 1–6, 0–6                          |
| Á quân  | 2–2        | Tháng 9 năm 1985  | Los Angeles, Mỹ                           | Cứng     | Paul Annacone      | 6–7(5–7), 7–6(10–8), 6–7(4–7)     |
| Vô địch | 3–2        | Tháng 9 năm 1985  | San Francisco, Mỹ                         | Thảm (i) | Johan Kriek        | 6–4, 6–2                          |
| Vô địch | 4–2        | Tháng 10 năm 1985 | Basel, Thụy Sĩ                            | Cứng (i) | Yannick Noah       | 6–7(7–9), 6–4, 7–6(7–5), 6–1      |
| Vô địch | 5–2        | Tháng 12 năm 1985 | Australian Open, Melbourne, Australia     | Cỏ       | Mats Wilander      | 6–4, 6–3, 6–3                     |
| Á quân  | 5–3        | Tháng 2 năm 1986  | Memphis, Mỹ                               | Thảm (i) | Brad Gilbert       | 5–7, 6–7(3–7)                     |
| Vô địch | 6–3        | Tháng 7 năm 1986  | Gstaad, Thụy Sĩ                           | Đất nện  | Roland Stadler     | 7–5, 4–6, 6–1, 4–6, 6–2           |
| Á quân  | 6–4        | Tháng 8 năm 1986  | Toronto, Canada                           | Cứng     | Boris Becker       | 4–6, 6–3, 3–6                     |
| Á quân  | 6–5        | Tháng 9 năm 1986  | Los Angeles, Mỹ(2)                        | Cứng     | John McEnroe       | 2–6, 3–6                          |
| Vô địch | 7–5        | Tháng 10 năm 1986 | Basel, Thụy Sĩ (2)                        | Cứng (i) | Yannick Noah       | 7–6(7–5), 6–2, 6–7(7–9), 7–6(7–5) |
| Á quân  | 7–6        | Tháng 10 năm 1986 | Tokyo Indoor, Nhật Bản                    | Thảm (i) | Boris Becker       | 6–7(5–7), 1–6                     |
| Vô địch | 8–6        | Tháng 11 năm 1986 | Stockholm, Thụy Điển                      | Cứng (i) | Mats Wilander      | 6–2, 6–1, 6–1                     |
| Vô địch | 9–6        | Tháng 1 năm 1987  | Australian Open, Melbourne, Australia (2) | Cỏ       | Pat Cash           | 6–3, 6–4, 3–6, 5–7, 6–3           |
| Vô địch | 10–6       | Tháng 2 năm 1987  | Memphis, Mỹ(2)                            | Cứng (i) | Jimmy Connors      | 6–3, 2–1, chấn thương             |
| Á quân  | 10–7       | Tháng 2 năm 1987  | Indian Wells, Mỹ                          | Cứng     | Boris Becker       | 4–6, 4–6, 5–7                     |
| Vô địch | 11–7       | Tháng 3 năm 1987  | Rotterdam, Hà Lan                         | Thảm (i) | John McEnroe       | 3–6, 6–3, 6–1                     |
| Vô địch | 12–7       | Tháng 4 năm 1987  | Tokyo Outdoor, Nhật Bản                   | Cứng     | David Pate         | 7–6(7–2), 6–4                     |
| Á quân  | 12–8       | Tháng 8 năm 1987  | Båstad, Thụy Điển (2)                     | Đất nện  | Joakim Nyström     | 6–4, 0–6, 3–6                     |
| Á quân  | 12–9       | Tháng 8 năm 1987  | Montreal, Canada                          | Cứng     | Ivan Lendl         | 4–6, 6–7(2–7)                     |
| Vô địch | 13–9       | Tháng 8 năm 1987  | Cincinnati, Mỹ                            | Cứng     | Boris Becker       | 6–4, 6–1                          |
| Á quân  | 13–10      | Tháng 9 năm 1987  | Los Angeles, Mỹ(3)                        | Cứng     | David Pate         | 4–6, 4–6                          |
| Vô địch | 14–10      | Tháng 10 năm 1987 | Tokyo Indoor, Nhật Bản                    | Thảm (i) | Ivan Lendl         | 6–7(4–7), 6–4, 6–4                |
| Vô địch | 15–10      | Tháng 11 năm 1987 | Stockholm, Thụy Điển (2)                  | Cứng (i) | Jonas Svensson     | 7–5, 6–2, 4–6, 6–4                |
| Vô địch | 16–10      | Tháng 2 năm 1988  | Rotterdam, Hà Lan (2)                     | Thảm (i) | Miloslav Mečíř     | 7–6(7–5), 6–2                     |
| Á quân  | 16–11      | Tháng 4 năm 1988  | Dallas WCT, Mỹ                            | Thảm (i) | Boris Becker       | 4–6, 6–1, 5–7, 2–6                |
| Á quân  | 16–12      | Tháng 4 năm 1988  | Tokyo Outdoor, Nhật Bản                   | Cứng     | John McEnroe       | 2–6, 2–6                          |
| Á quân  | 16–13      | Tháng 6 năm 1988  | Queen's Club, London, Vương quốc Anh      | Cỏ       | Boris Becker       | 1–6, 6–3, 3–6                     |
| Vô địch | 17–13      | Tháng 7 năm 1988  | Wimbledon, London, Vương quốc Anh         | Cỏ       | Boris Becker       | 4–6, 7–6(7–2), 6–4, 6–2           |
| Á quân  | 17–14      | Tháng 8 năm 1988  | Cincinnati, Mỹ                            | Cứng     | Mats Wilander      | 6–3, 6–7(5–7), 6–7(5–7)           |
| Vô địch | 18–14      | Tháng 10 năm 1988 | Basel, Thụy Sĩ (3)                        | Cứng (i) | Jakob Hlasek       | 7–5, 6–3, 3–6, 6–2                |
| Á quân  | 18–15      | Tháng 3 năm 1989  | Scottsdale, Mỹ                            | Cứng     | Ivan Lendl         | 2–6, 3–6                          |
| Vô địch | 19–15      | Tháng 4 năm 1989  | Tokyo Outdoor, Nhật Bản (2)               | Cứng     | Ivan Lendl         | 6–3, 2–6, 6–4                     |
| Á quân  | 19–16      | Tháng 6 năm 1989  | French Open, Paris, Pháp                  | Đất nện  | Michael Chang      | 1–6, 6–3, 6–4, 4–6, 2–6           |
| Á quân  | 19–17      | Tháng 7 năm 1989  | Wimbledon, London, Vương quốc Anh         | Cỏ       | Boris Becker       | 0–6, 6–7(1–7), 4–6                |
| Á quân  | 19–18      | Tháng 8 năm 1989  | Cincinnati, Mỹ(2)                         | Cứng     | Brad Gilbert       | 4–6, 6–2, 6–7(5–7)                |
| Á quân  | 19–19      | Tháng 10 năm 1989 | Basel, Thụy Sĩ                            | Cứng (i) | Jim Courier        | 6–7(6–8), 6–3, 6–2, 0–6, 5–7      |
| Á quân  | 19–20      | Tháng 11 năm 1989 | Paris Indoor, Pháp                        | Thảm (i) | Boris Becker       | 4–6, 3–6, 3–6                     |
| Vô địch | 20–20      | Tháng 12 năm 1989 | Grand Prix Masters, New York, Mỹ          | Thảm (i) | Boris Becker       | 4–6, 7–6(8–6), 6–3, 6–1           |
| Á quân  | 20–21      | Tháng 1 năm 1990  | Australian Open, Melbourne, Australia     | Cứng     | Ivan Lendl         | 6–4, 6–7(3–7), 2–5, chấn thương   |
| Vô địch | 21–21      | Tháng 3 năm 1990  | Indian Wells, Mỹ                          | Cứng     | Andre Agassi       | 6–4, 5–7, 7–6(7–1), 7–6(8–6)      |
| Á quân  | 21–22      | Tháng 3 năm 1990  | Miami, Mỹ                                 | Cứng     | Andre Agassi       | 1–6, 4–6, 6–0, 2–6                |
| Vô địch | 22–22      | Tháng 4 năm 1990  | Tokyo Outdoor, Nhật Bản (3)               | Cứng     | Aaron Krickstein   | 6–4, 7–5                          |
| Vô địch | 23–22      | Tháng 7 năm 1990  | Wimbledon, London, Vương quốc Anh (2)     | Cỏ       | Boris Becker       | 6–2, 6–2, 3–6, 3–6, 6–4           |
| Vô địch | 24–22      | Tháng 8 năm 1990  | Los Angeles, Mỹ                           | Cứng     | Michael Chang      | 7–6(7–4), 2–6, 7–6(7–3)           |
| Vô địch | 25–22      | Tháng 8 năm 1990  | Cincinnati, Mỹ(2)                         | Cứng     | Brad Gilbert       | 6–1, 6–1                          |
| Vô địch | 26–22      | Tháng 8 năm 1990  | Long Island, Mỹ                           | Cứng     | Goran Ivanišević   | 7–6(7–3), 6–3                     |
| Á quân  | 26–23      | Tháng 10 năm 1990 | Sydney Indoor, Australia                  | Cứng (i) | Boris Becker       | 6–7(4–7), 4–6, 4–6                |
| Á quân  | 26–24      | Tháng 10 năm 1990 | Stockholm, Thụy Điển                      | Cứng (i) | Boris Becker       | 4–6, 0–6, 3–6                     |
| Vô địch | 27–24      | Tháng 11 năm 1990 | Paris Indoor, Pháp                        | Thảm (i) | Boris Becker       | 3–3, chấn thương                  |
| Á quân  | 27–25      | Tháng 11 năm 1990 | ATP Tour World Championships, Đức         | Thảm (i) | Andre Agassi       | 7–5, 6–7(5–7), 5–7, 2–6           |
| Vô địch | 28–25      | Tháng 2 năm 1991  | Stuttgart Indoor, Đức                     | Thảm (i) | Jonas Svensson     | 6–2, 3–6, 7–5, 6–2                |
| Vô địch | 29–25      | Tháng 4 năm 1991  | Tokyo Outdoor, Nhật Bản (4)               | Cứng     | Ivan Lendl         | 6–1, 7–5, 6–0                     |
| Vô địch | 30–25      | Tháng 6 năm 1991  | Queen's Club, London, Vương quốc Anh      | Cỏ       | David Wheaton      | 6–2, 6–3                          |
| Á quân  | 30–26      | Tháng 8 năm 1991  | Long Island, Mỹ                           | Cứng     | Ivan Lendl         | 3–6, 2–6                          |
| Vô địch | 31–26      | Tháng 9 năm 1991  | US Open, New York City, Mỹ                | Cứng     | Jim Courier        | 6–2, 6–4, 6–0                     |
| Vô địch | 32–26      | Tháng 10 năm 1991 | Sydney Indoor, Australia                  | Cứng (i) | Brad Gilbert       | 6–2, 6–2, 6–2                     |
| Vô địch | 33–26      | Tháng 10 năm 1991 | Tokyo Indoor, Nhật Bản (2)                | Thảm (i) | Derrick Rostagno   | 6–3, 1–6, 6–2                     |
| Á quân  | 33–27      | Tháng 10 năm 1991 | Stockholm, Thụy Điển (2)                  | Cứng (i) | Boris Becker       | 6–3, 4–6, 6–1, 2–6, 2–6           |
| Á quân  | 33–28      | Tháng 1 năm 1992  | Australian Open, Melbourne, Australia (2) | Cứng     | Jim Courier        | 3–6, 6–3, 4–6, 2–6                |
| Á quân  | 33–29      | Tháng 2 năm 1992  | Stuttgart Indoor, Đức                     | Thảm (i) | Goran Ivanišević   | 7–6(7–5), 3–6, 4–6, 4–6           |
| Vô địch | 34–29      | Tháng 5 năm 1992  | Hamburg, Đức                              | Đất nện  | Michael Stich      | 5–7, 6–4, 6–1                     |
| Vô địch | 35–29      | Tháng 8 năm 1992  | New Haven, Mỹ                             | Cứng     | MaliVai Washington | 7–6(7–4), 6–1                     |
| Vô địch | 36–29      | Tháng 9 năm 1992  | US Open, New York City, Mỹ(2)             | Cứng     | Pete Sampras       | 3–6, 6–4, 7–6(7–5), 6–2           |
| Á quân  | 36–30      | Tháng 10 năm 1992 | Sydney Indoor, Australia (2)              | Cứng (i) | Goran Ivanišević   | 4–6, 2–6, 4–6                     |
| Á quân  | 36–31      | Tháng 2 năm 1993  | Australian Open, Melbourne, Australia (3) | Cứng     | Jim Courier        | 2–6, 1–6, 6–2, 5–7                |
| Vô địch | 37–31      | Tháng 4 năm 1993  | Madrid, Tây Ban Nha                       | Đất nện  | Sergi Bruguera     | 6–3, 6–3, 6–2                     |
| Á quân  | 37–32      | Tháng 8 năm 1993  | Cincinnati, Mỹ(3)                         | Cứng     | Michael Chang      | 5–7, 6–0, 4–6                     |
| Á quân  | 37–33      | Tháng 10 năm 1993 | Basel, Thụy Sĩ                            | Cứng (i) | Michael Stich      | 4–6, 7–6(7–5), 3–6, 2–6           |
| Vô địch | 38–33      | Tháng 1 năm 1994  | Doha, Qatar                               | Cứng     | Paul Haarhuis      | 6–3, 6–2                          |
| Vô địch | 39–33      | Tháng 2 năm 1994  | Stuttgart Indoor, Đức (2)                 | Thảm (i) | Goran Ivanišević   | 4–6, 6–4, 6–2, 6–2                |
| Vô địch | 40–33      | Tháng 7 năm 1994  | Washington, Mỹ                            | Cứng     | Jason Stoltenberg  | 6–4, 6–2                          |
| Á quân  | 40–34      | Tháng 8 năm 1994  | Cincinnati, Mỹ(4)                         | Cứng     | Michael Chang      | 2–6, 5–7                          |
| Vô địch | 41–34      | Tháng 1 năm 1995  | Doha, Qatar (2)                           | Cứng     | Magnus Larsson     | 7–6(7–4), 6–1                     |
| Á quân  | 41–35      | Tháng 7 năm 1995  | Washington, Mỹ                            | Cứng     | Andre Agassi       | 4–6, 6–2, 5–7                     |
| Á quân  | 41–36      | Tháng 6 năm 1996  | Queen's Club, London, Vương quốc Anh (2)  | Cỏ       | Boris Becker       | 4–6, 6–7(3–7)                     |

### Đôi: 29 (18–11)
| Kết quả | Số thứ tự | Ngày | Giải đấu                                   | Mặt sân  | Đồng đội             | Đối thủ                         | Tỷ số                     |
| ------- | --------- | ---- | ------------------------------------------ | -------- | -------------------- | ------------------------------- | ------------------------- |
| Á quân  | 1.        | 1983 | Basel, Thụy Sĩ                             | Cứng (i) | Florin Segărceanu    | Pavel Složil Tomáš Šmíd         | 1–6, 6–3, 6–7             |
| Vô địch | 1.        | 1984 | Hamburg, Đức                               | Đất nện  | Anders Järryd        | Heinz Günthardt Balázs Taróczy  | 6–3, 6–1                  |
| Á quân  | 2.        | 1984 | US Open, New York, Mỹ                      | Cứng     | Anders Järryd        | John Fitzgerald Tomáš Šmíd      | 6–7, 3–6, 3–6             |
| Á quân  | 3.        | 1984 | Basel, Thụy Sĩ                             | Cứng (i) | Tim Wilkison         | Pavel Složil Tomáš Šmíd         | 6–7, 2–6                  |
| Vô địch | 2.        | 1985 | Brussels, Bỉ                               | Thảm     | Anders Järryd        | Kevin Curren Wojtek Fibak       | 6–3, 7–6                  |
| Vô địch | 3.        | 1985 | Båstad, Thụy Điển                          | Đất nện  | Anders Järryd        | Sergio Casal Emilio Sánchez     | 6–0, 7–6                  |
| Á quân  | 4.        | 1985 | Montreal, Canada                           | Cứng     | Anders Järryd        | Ken Flach Robert Seguso         | 7–5, 6–7, 3–6             |
| Vô địch | 4.        | 1985 | Cincinnati, Mỹ                             | Cứng     | Anders Järryd        | Joakim Nyström Mats Wilander    | 4–6, 6–2, 6–3             |
| Vô địch | 5.        | 1985 | Grand Prix Masters, New York, Mỹ           | Thảm     | Anders Järryd        | Joakim Nyström Mats Wilander    | 6–1, 7–6                  |
| Á quân  | 5.        | 1986 | Philadelphia, Mỹ                           | Thảm     | Anders Järryd        | Scott Davis David Pate          | 6–7, 6–3, 3–6, 5–7        |
| Á quân  | 6.        | 1986 | Boca West, Mỹ                              | Cứng     | Anders Järryd        | Brad Gilbert Vincent Van Patten | Bỏ cuộc                   |
| Vô địch | 6.        | 1986 | Rotterdam, Hà Lan                          | Thảm     | Slobodan Živojinović | Wojtek Fibak Matt Mitchell      | 2–6, 6–3, 6–2             |
| Á quân  | 7.        | 1986 | French Open, Paris, Pháp                   | Đất nện  | Anders Järryd        | John Fitzgerald Tomáš Šmíd      | 6–3, 4–6, 6–3, 6–7, 12–14 |
| Á quân  | 8.        | 1986 | Gstaad, Thụy Sĩ                            | Clay     | Joakim Nyström       | Sergio Casal Emilio Sánchez     | 3–6, 6–3, 3–6             |
| Vô địch | 7.        | 1986 | Los Angeles, Mỹ                            | Cứng     | Anders Järryd        | Peter Fleming John McEnroe      | 3–6, 7–5, 7–6             |
| Vô địch | 8.        | 1986 | Grand Prix Masters, London, Vương quốc Anh | Thảm     | Anders Järryd        | Guy Forget Yannick Noah         | 6–3, 7–6, 6–3             |
| Vô địch | 9.        | 1987 | Australian Open, Melbourne, Úc             | Cỏ       | Anders Järryd        | Peter Doohan Laurie Warder      | 6–4, 6–4, 7–6             |
| Vô địch | 10.       | 1987 | Rotterdam, Hà Lan                          | Thảm     | Anders Järryd        | Chip Hooper Mike Leach          | 3–6, 6–3, 6–4             |
| Vô địch | 11.       | 1987 | Båstad, Thụy Điển                          | Đất nện  | Anders Järryd        | Emilio Sánchez Javier Sánchez   | 7–6, 6–3                  |
| Vô địch | 12.       | 1987 | Montreal, Canada                           | Cứng     | Pat Cash             | Peter Doohan Laurie Warder      | 6–7, 6–3, 6–4             |
| Vô địch | 13.       | 1987 | US Open, New York, Mỹ                      | Cứng     | Anders Järryd        | Ken Flach Robert Seguso         | 7–6, 6–2, 4–6, 5–7, 7–6   |
| Vô địch | 14.       | 1987 | Stockholm, Thụy Điển                       | Cứng (i) | Anders Järryd        | Jim Grabb Jim Pugh              | 6–3, 6–4                  |
| Á quân  | 9.        | 1988 | Båstad, Thụy Điển                          | Đất nện  | Niclas Kroon         | Patrick Baur Udo Riglewski      | 7–6, 3–6, 6–7             |
| Á quân  | 10.       | 1990 | Sydney Indoor, Australia                   | Cứng (i) | Ivan Lendl           | Broderick Dyke Peter Lundgren   | 2–6, 4–6                  |
| Vô địch | 15.       | 1991 | Tokyo Outdoor, Nhật Bản                    | Cứng     | Todd Woodbridge      | John Fitzgerald Anders Järryd   | 6–4, 5–7, 6–4             |
| Vô địch | 16.       | 1993 | Monte Carlo, Monaco                        | Đất nện  | Petr Korda           | Paul Haarhuis Mark Koevermans   | 3–6, 6–2, 7–6             |
| Á quân  | 11.       | 1993 | Cincinnati, Mỹ                             | Cứng     | Henrik Holm          | Andre Agassi Petr Korda         | 6–7, 4–6                  |
| Vô địch | 17.       | 1995 | Doha, Qatar                                | Cứng     | Magnus Larsson       | Andrei Olhovskiy Jan Siemerink  | 7–6, 6–2                  |
| Vô địch | 18.       | 1996 | Australian Open, Melbourne, Australia      | Cứng     | Petr Korda           | Sébastien Lareau Alex O'Brien   | 7–5, 7–5, 4–6, 6–1        |